# Земляний торт
Земляни́й торт — це кондитерська випічка іноді ароматизована цедрою апельсину, ваніллю та ромом, яка традиційно виробляється в Гасгонії.

## Етимологія
Pastís — це слово Гасконське та Окситанське що означає «торт» (кондитерські вироби, м'ясне печиво, харчовий барвник, суміш…). Етимологічно це слово походить від латинського pasticium. Це те саме слово, яке є джерелом назви анісового алкогольного напою пастис-де-Марсель.
Якщо цей десерт конкурує з іншим тортом, який також називають «пастис», як гасконський пастис або пастис з Керсі, тоді його описують як «пастис бурі» (з окситанської pastís borit) це так зване сухе тісто, ферментоване.

## Демонстрація
Виготовлений з сухого тіста, цей торт м'який, золотисто-жовтого кольору з дуже щільною жовтою крихтою. Його зовнішній вигляд — хрустка скоринка і обсипаний зверху великими шматочками цукру. На сьогоднішній день цей торт вживається досить часто, завдяки тому, що містить масло, тоді як раніше зберігався тільки для свят, весілль, зустрічей, місцевих фестивалей). Це торт, часто конусоподібної форми(для полегшення розбирання) в діаметрі може бути від 5 до 6. Важко простежити його історію, яка, мабуть, датується місяцями, у французькому департаменті Ланд.

## Склад
- борошно
- пекарські дріжджі
- яйця
- вершкове масло
- цукрова пудра
- декор: цукор ледь подрібненими шматочками (традиційно) або цукровою глазур'ю.
- один або декілька ароматизаторів (рідкий ванілін та / або порошкоподібний, ром, апельсиновий цвіт, анісовий лікер …).

## Варіанти
Торт «Амелі», в оригіналі походить від Берн, але менш схоже на бріош.

## Галерея

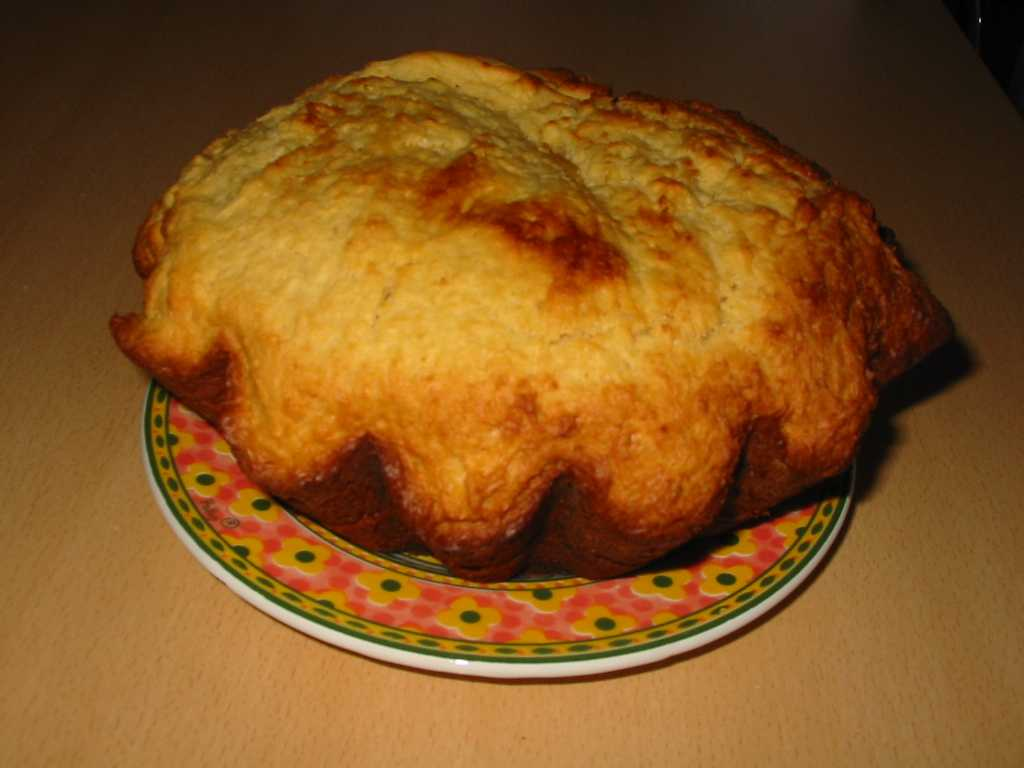
Пастіманайс
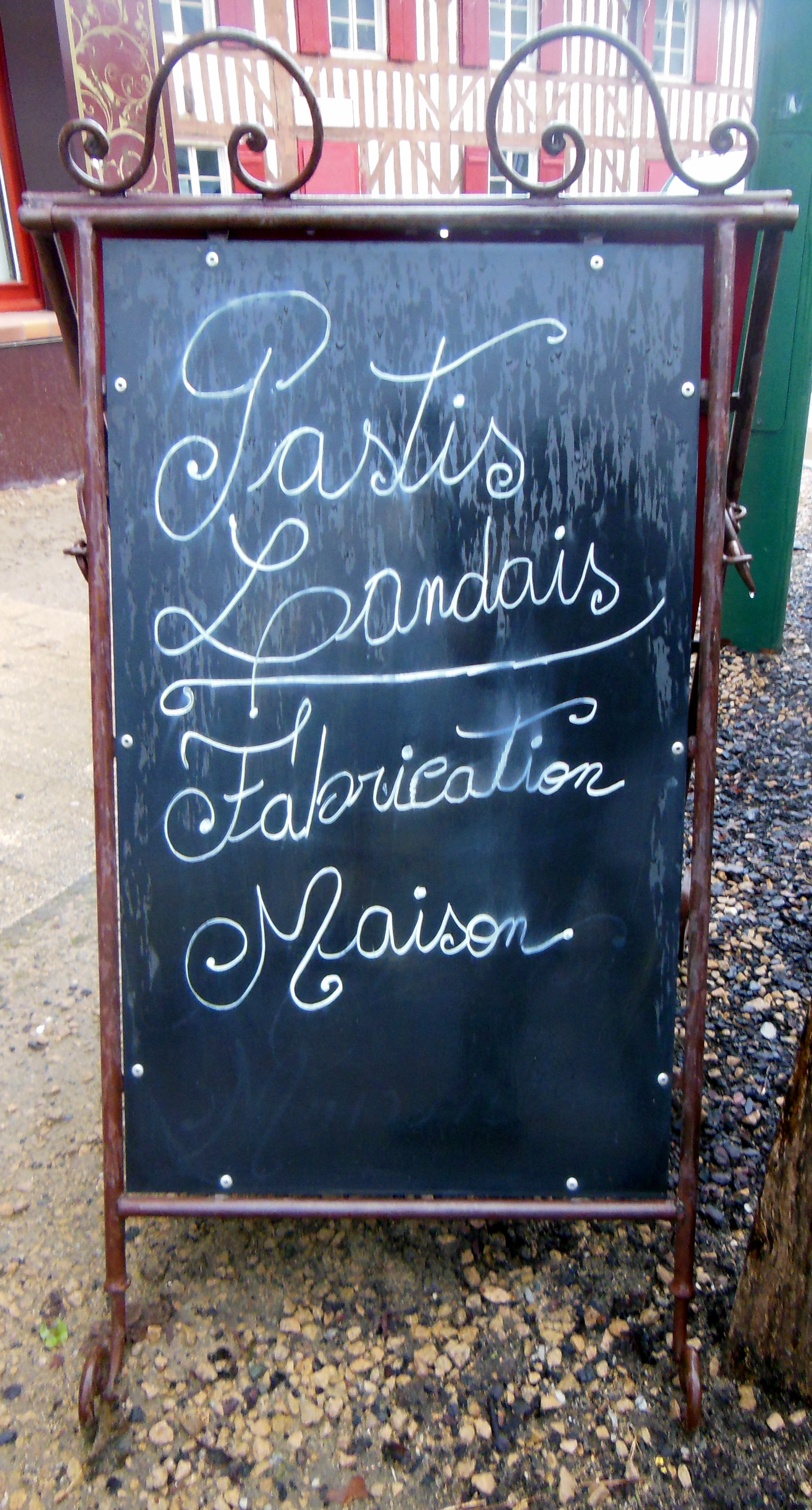
Пекарня в Грайні